# Kľačany
Kľačany jsou obec v okrese Hlohovec v Trnavském kraji na západním Slovensku.

## Historie
V historických záznamech je obec poprvé zmiňována v roce 1256.

## Geografie
Obec leží v nadmořské výšce 170 m na ploše 10,105 km2. Má 1088 obyvatel.